# Dècada del 880

## Esdeveniments
- El comtat de Barcelona assoleix la independència
- Fundació del Monestir de Montserrat
- Pillatges dels vikings a Europa
- Angkor esdevé la capital de l'imperi khmer
- Feudalisme hereditari a la Xina després d'anys de guerres civils
- Proliferen els vaixells de més d'un pal, permetent navegar millor